# Gà gô
Gà gô là một nhóm các loài chim thuộc tông Tetraonini hay phân họ Tetraoninae (trước đây là họ Tetraonidae), nằm trong họ Trĩ, bộ Gà. Phân loại khoa học dựa trên các nghiên cứu trình tự DNA ty thể. Các tổ chức như Liên hiệp Điểu học Hoa Kỳ, ITIS, Hiệp hội Điểu học Quốc tế và số khác áp dụng cách phân loại này. Gà gô sinh sống tại vùng ôn đới và cận Bắc Cực của Bắc bán cầu, từ rừng thông đến đồng hoang và sườn núi, từ 83°N (gà gô đá ở miền bắc Greenland) đến 28°N (gà đồng cỏ Attwater ở Texas).
Trong tiếng Việt, gà gô là danh từ thường gọi chung để chỉ nhiều loài chim khác nhau có hình dáng tương tự gà, sống định cư, kiếm ăn riêng lẻ hoặc từng đôi, thích sống trong các bụi cây và đồi cỏ tranh, làm ổ đẻ trứng dưới đất, thức ăn chủ yếu của chúng là thực vật và hạt. Gà gô còn là tên gọi khác chỉ về chim đa đa.

## Loài
| Hình ảnh | Chi          | Loài tồn tại |
| -------- | ------------ | --- |
|          | Bonasa       | - Ruffed grouse, Bonasa umbellus |
|          | Dendragapus  | - Sooty grouse, Dendragapus fuliginosus - Dusky grouse, Dendragapus obscurus |
|          | Centrocercus | - Gà gô ngải thảo Gunnison, Centrocercus minimus - Gà gô ngải thảo lớn, Centrocercus urophasianus |
|          | Tympanuchus  | - Gà đồng cỏ lớn, Tympanuchus cupido - Gà đồng cỏ Attwatern, T. c. attwateri - Gà đồng cỏ nhỏ Tympanuchus pallidicinctus - Gà gô đuôi nhọn, Tympanuchus phasianellus - Gà gô đuôi nhọn Columbia, T. p. columbianus |
|          | Tetrastes    | - Gà gô phỉ, Tetrastes bonasia - Gà gô Trung Hoa, Tetrastes sewerzowi |
|          | Lagopus      | - Willow ptarmigan, Lagopus lagopus - Gà gô đỏ, L. l. scotica - White-tailed ptarmigan, Lagopus leucura - Rock ptarmigan, Lagopus muta                                                                             |
|          | Falcipennis  | * Gà gô Siberia, Falcipennis falcipennis |
|          | Canachites   | * Spruce grouse, Canachites canadensis - - Franklin's grouse, C. c. franklinii |
|          | Tetrao       | - Black-billed capercaillie, Tetrao urogalloides - Western capercaillie, Tetrao urogallus - Cantabrian capercaillie, T. u. cantabricus                                                                             |
|          | Lyrurus      | * Gà gô Kavkaz, Lyrurus mlokosiewiczi - Gà gô đen, Lyrurus tetrix |